# Hilda Christiansen
Hilda Olivia Constance Christiansen (født 20. marts 1891 i København) var en dansk skuespillerinde der medvirkede i to stumfilm: Stemmeretskvinder fra 1913 – også kendt under betegnelsen Foreningen til bekæmpelse af mandfolk og anden unødig luksus og Gissemand maa ikke gifte sig fra 1916.